# Trimmscheibe
Eine Trimmscheibe ist ein Hilfsmittel für Regatta- und Tourensegler, um den maximalen Vortrieb eines Segelschiffes zu erreichen. Bei einer Trimmscheibe werden lediglich die Wind- und Wellenbedingungen eingestellt. Anschließend können an der Skala der Trimmscheibe die korrekten Einstellungen für das Vor- und das Großsegel abgelesen werden.
Trimmscheiben in herkömmlicher Form sind aus Kunststoff oder Karton gefertigt. Der Durchmesser liegt bei ca. 25–30 cm. In der Regel werden Trimmscheiben wasserfest ausgeführt.
Mittlerweile gibt es auch elektronische Trimmscheiben, zum Beispiel iTrim – eine Applikation für das iPhone oder den iPod-Touch.